# Vižovlje
 Vižovlje  falu Horvátországban Krapina-Zagorje megyében. Közigazgatásilag Veliko Trgovišćéhez tartozik.

## Fekvése
Zágrábtól 27 km-re északra, községközpontjától  3 km-re északnyugatra Horvát Zagorje területén és a megye délnyugati részén fekszik.

## Története
A településnek 1857-ben 244, 1910-ben 341 lakosa volt. Trianonig Varasd vármegye Klanjeci járásához tartozott.  2001-ben 281 lakosa volt.

## Nevezetességei
A Galjuf család emeletes klasszicista kúriája 1839-ben épült. Későbbi tulajdonosai az Eisner család, majd a Mezőgazdasági Bank, 1922-től 1978-ig pedig a  Kralj család volt. Ma Zlatko Špiljar tulajdona, aki az épületet megújíttatta. Eredeti berendezéséből egy fekete márványkandalló és néhány klasszicista, biedermeier és neogótikus motívumokkal rendelkező cserépkályha maradt fenn.

## Külső hivatkozások
- Veliko Trgovišće község hivatalos oldala
- Mladen Obad Šćitaroci: Kastélyok és történelmi kertek a horvátországi Zagorjében